# 小行星5138
小行星5138（英語：5138 Gyoda）是一颗围绕太阳公转的小行星。1990年11月13日，T. Hioki、早川修司在奥多摩町发现了此天体。
这颗小行星的绝对星等为261.50415等。